# Parafia Wszystkich Świętych w Starachowicach
Parafia Wszystkich Świętych w Starachowicach – parafia rzymskokatolicka, znajdująca się w diecezji radomskiej, w dekanacie Starachowice-Północ.

## Historia
Pierwotny kościół w osiedlu robotniczym zbudowany był w stylu polskiego budownictwa drewnianego, według projektu arch. Jana Borowskiego ze Starachowic. Budowany był w latach 1921–1923 funduszami Starachowickiego Towarzystwa Zakładów Górniczych. Świątynię poświęcił 3 czerwca 1923 bp Paweł Kubicki. Parafię erygował bp sandomierski Jan Kanty Lorek 12 stycznia 1937. Obecny kościół zbudowano w latach 1976–1980, według projektu arch. Leopolda Taraszkiewicza z Gdańska i konstrukcji Tadeusza Lisiewicza, staraniem ks. Piotra Koby i Tadeusza Jędry. 25 listopada 1979 roku poświęcił go bp Piotr Gołębiowski. Kościół konsekrował 9 października 1988 roku bp Edward Materski. Odrestaurowaną świątynię i zrekonstruowane papamobile poświęcił 15 czerwca 2008 roku bp Zygmunt Zimowski. 4 grudnia 2008 odbył się I Odpust św. Barbary, zaś rok później przy udziale biskupów: Henryka Tomasika, Adama Odzimka, Stefana Siczka i Edwarda Materskiego odczytano dekret papieża Benedykta XVI dot. nadania miastu patronatu św. Barbary. Od dnia ogłoszenia błogosławionym Jana Pawła II parafia jest miejscem Jego kultu w diecezji radomskiej (decyzja biskupa-seniora diecezji abp Zygmunta ZimowskiegoMiejsce kultu św. Jana Pawła II
11 maja 2014 roku ks. Stanisław Pindera dokonał wprowadzenia do świątyni relikwii krwi św. Jana Pawła II, zaś 18 października 2015 r. Parafia przyjęła relikwie kości bł. ks. Jerzego Popiełuszki, przez posługę jezuity o. Grzegorza Kramera. 
Na terenie parafii spoczywają dwaj byli proboszczowie i dziekani: ks. Piotr Koba i ks. Józef Domański oraz pochodzący ze Starachowic: ks. Franciszek Bogucki, ks. Henryk Kiemona, ks. Bogdan Kowalski, ks. Dariusz Gach.  
28 sierpnia 2016 r. biskup radomski Henryk Tomasik dokonał poświęcenia kaplicy przedpogrzebowej z wyposażeniem, figury Jezusa Miłosiernego oraz pamiątkowej tablicy.

## Zasięg parafii
Do parafii należą wierni ze Starachowic mieszkający przy ulicach: Akacjowa, Bankowa, Borówkowa, Bukowa, Grabowa, Iglasta, Jarzębinowa, 8 Maja, Bohaterów Westerplatte, Borkowskiego, Bugaj, Chopina, Harcerska, Hutnicza, Kaczyńskiej, Konstytucji 3-go Maja, Kalinowa, Leszczynowa, Lipowa (nr. parzyste), Majówka, Na Szlakowisku, Nad Kamienną, Olszynowa, Oświatowa, Parkowa, Partyzantów (do nr. 39), Pasternik, Pileckiego, Poprzeczna, Poznańska, Radomska, Robotnicza, Spacerowa, Sportowa, Staszica, Szkolna, Śląska, Św. Barbary, Topolowa, Wiązowa, Warszawska, Widok, Zachodnia, Zakładowa.

## Proboszczowie
- 1937–1943 – ks. Władysław Zdąbłasz
- 1943–1945 – ks. Jan Kubkowski
- 1945–1960 – ks. Stefan Rola
- 1960–1977 – ks. kan. Piotr Koba
- 1977–2000 – ks. prał. Tadeusz Jędra
- 2000–2013 – ks. kan. Józef Domański
- 2013–2018 – ks. kan. Marek Janas
- 2018–2020 – ks. Marek Bartosiński
- od 2020 – ks. Sławomir Rak

## Grupy parafialne
Oaza dzieci i młodzieży, Oaza Rodzin, Ministranci, Schola, Rycerze Kolumba,  Ruch Rodzin Nazaretańskich, Zespół Caritas, Szafarze Nadzwyczajni, Koła Żywego Różańca, Wspólnota Galilea, Koło Misyjne Dzieci przy Szkole Podstawowej nr 9, Chór parafialny „Canticum Novum”.